# Veganzones
Veganzones est une commune de la province de Ségovie dans la communauté autonome de Castille-et-León en Espagne.

## Sites et patrimoine
- Église Santa Águeda
- Chapelle du Santo Cristo del Humilladero